# Azuréa Basket Club Golfe-Juan-Vallauris
El AC Golfe-Juan-Vallauris es un equipo de baloncesto francés con sede en la ciudad de Golfe-Juan, que compite en la NM2, la cuarta competición de su país. Disputa sus partidos en el Gymnase Jacques Allinéï, con capacidad para 400 espectadores.

## Posiciones en liga
- 2000 - (1-N3)
- 2001 - (1-N2)
- 2002 - (15-N1)
- 2003 - (N2)
- 2005 - (1-N2)
- 2006 - (10-N1)
- 2007 - (N2)
- 2011 - (NM3)
- 2012 - (6-NM2)
- 2013 - (10-NM2)
- 2014 - (5-NM2)
- 2015 - (6-NM2)
- 2016 - (3-NM2)
- 2017 - (3-NM2)
- 2018 - (8-NM2)
- 2019 - (6-NM2)
- 2020 - (3-NM2)
- 2021 - (Cancelada-NM2)
- 2022 - (6-NM2)

## Jugadores Históricos
| - Francia Damien Defontenay - Francia Nicolas Michou Saucet - Francia Cyril Iwuchukwu - Francia Thierry Angel - Francia Moussa Kanoute - Francia Nata Nambatingue - Francia Remy Lansa - Francia Karim Bouamra - Francia Alexandre Giraudi - Francia Julien Sebag - Francia Albert Sebag - Francia Jérome Lellouche | - Francia Malik I. Sonko - Mali Cheick Kone - Senegal Francia Babacar Cisse - San Vicente y las Granadinas Canadá Shawn Browne - Estados Unidos Portugal Calvin Clemmons - Estados Unidos Francia James Deines - Francia Yann Barbitch - Francia Olivier Lebrun - Francia Brice Bisseni - Francia Franck Georges - Estados Unidos Micheal Ray Richardson |